# Clitoria cordobensis
Clitoria cordobensis es una especie de planta de la familia Fabaceae endémica de las provincias de Córdoba y Entre Ríos de Argentina. Se la conoce también por su nombre común de «arvejilla serrana».[cita requerida]

## Descripción
Es una hierba de hojas trifoliadas con aspecto de enredadera, pero sin sarmientos, de flor muy vistosa y ovoide de tres centímetros de longitud; fruto leguminoso, delgado y largo.